# ONEFA 2007
La temporada ONEFA 2007 fue la septuagésima séptima temporada de fútbol americano universitario en México y la vigésima novena administrada por la Organización Nacional Estudiantil de Fútbol Americano. 

## Equipos
Centinelas del Cuerpo de Guardias Presidenciales es el equipo que participa en el lugar dejado por el equipo de Pumas Acatlán, el cual descendió a la Conferencia Nacional.
| Equipo            | Plantel                           | Estadio                           | Localización                           |
| ----------------- | --------------------------------- | --------------------------------- | -------------------------------------- |
| Águilas           | UACH                              | Estadio Olímpico de la UACH       | Chihuahua, Chihuahua                   |
| Águilas Blancas   | IPN                               | Estadio Joaquín Amaro 1           | México, D. F.                          |
| Auténticos Tigres | UANL                              | Estadio Gaspar Mass               | Monterrey, Nuevo León                  |
| Aztecas           | UDLA                              | Templo del Dolor                  | Cholula, Puebla                        |
| Borregos Salvajes | ITESM C. Ciudad de México         | ITESM CCM                         | México, D. F.                          |
| Borregos Salvajes | ITESM C. Estado de México         | ITESM CEM                         | Atizapán de Zaragoza, Estado de México |
| Borregos Salvajes | ITESM C. Monterrey                | Estadio Tecnológico               | Monterrey, Nuevo León                  |
| Borregos Salvajes | ITESM C. Toluca                   | La Congeladora                    | Toluca, Estado de México               |
| Centinelas CGP    | Cuerpo de Guardias Presidenciales | Estadio Joaquín Amaro             | México, D. F.                          |
| Frailes           | Universidad del Tepeyac           | U. Dep. Sierra Hermosa            | Tecámac, Estado de México2             |
| Linces            | UVM                               | Estadio Joaquín Amaro             | México, D. F.                          |
| Pumas CU.         | UNAM C.U.                         | Olímpico Universitario México '68 | México, D. F.                          |

1. A excepción del juego en contra de Pumas C.U., el cual se jugó en el Foro Sol.
2. La universidad se encuentra dentro del D.F., pero el campo de juego del equipo se encuentra en este municipio.

## Standings
División 'Cayetano Garza'
| Pos. | Equipo            | JJ | G | P | Ptje. |
| ---- | ----------------- | -- | - | - | ----- |
| 1    | Borregos Tec. MTY | 9  | 9 | 0 | 1.000 |
| 2    | Borregos Tec. CEM | 9  | 8 | 1 | .889  |
| 3    | Borregos Tec. CCM | 9  | 4 | 5 | .747  |
| 4    | Aztecas UDLA      | 9  | 3 | 6 | .333  |

División 'Jacinto Licea'
| Pos. | Equipo                 | JJ | G | P | Ptje. |
| ---- | ---------------------- | -- | - | - | ----- |
| 1    | Pumas UNAM             | 9  | 7 | 2 | .778  |
| 2    | Borregos Tec. Toluca 1 | 9  | 6 | 3 | .666  |
| 3    | Águilas Blancas IPN    | 9  | 4 | 5 | .444  |
| 4    | Auténticos Tigres UANL | 9  | 4 | 5 | .444  |

División 'José Roberto Espinosa'
| Pos. | Equipo             | JJ | G | P | Ptje. |
| ---- | ------------------ | -- | - | - | ----- |
| 1    | Linces UVM         | 9  | 4 | 5 | .444  |
| 2    | Frailes U. Tepeyac | 9  | 3 | 6 | .333  |
| 3    | Centinelas CGP     | 9  | 1 | 8 | .111  |
| 4    | Águilas UACH 2     | 9  | 1 | 8 | .111  |

Pos. Posición, JJ Juegos Jugados, G Ganados, P Perdidos, Ptje. Porcentaje de ganados.

1. El Tec. Toluca quedó eliminado debido a una sanción impuesta por la liga al utilizar a un jugador inelegible.
2. Las Águilas UACH descendieron a la Conferencia Nacional al tener el peor porcentaje de partidos ganados y una peor diferencia de puntos anotados y recibidos que Centinelas CGP.

## Resultados

### Temporada regular
Fecha 1
| Local                 | Res.  | Visitante              |
| --------------------- | ----- | ---------------------- |
| Linces UVM            | 16-13 | Centinelas CGP         |
| Frailes U. Tepeyac    | 52-6  | Águilas UACH           |
| Borregos ITESM Toluca | 12-30 | Borregos ITESM CEM     |
| Pumas C.U. UNAM       | 17-6  | Borregos ITESM CCM     |
| Aztecas UDLA          | 14-3  | Auténticos Tigres UANL |
| Águilas Blancas IPN   | 19-27 | Borregos ITESM MTY     |

Fecha 2
| Local                  | Res.      | Visitante             |
| ---------------------- | --------- | --------------------- |
| Auténticos Tigres UANL | 50-3      | Frailes U. Tepeyac    |
| Águilas UACH           | 30-44     | Pumas C.U. UNAM       |
| Águilas Blancas IPN    | 24-7      | Centinelas CGP        |
| Aztecas UDLA           | 6-22      | Borregos ITESM CEM    |
| Linces UVM             | 10-16 3TE | Borregos ITESM Toluca |
| Borregos ITESM MTY     | 47-23     | Borregos ITESM CCM    |

Fecha 3
| Local                  | Res.  | Visitante             |
| ---------------------- | ----- | --------------------- |
| Águilas UACH           | 3-88  | Borregos ITESM CEM    |
| Auténticos Tigres UANL | 0-17  | Águilas Blancas IPN   |
| Linces UVM             | 20-16 | Aztecas UDLA          |
| Frailes U. Tepeyac     | 14-49 | Borregos ITESM MTY    |
| Borregos ITESM CCM     | 19-7  | Centinelas CGP        |
| Pumas C.U. UNAM        | 27-36 | Borregos ITESM Toluca |

Fecha 4
| Local               | Res.     | Visitante              |
| ------------------- | -------- | ---------------------- |
| Borregos ITESM MTY  | 80-13    | Águilas UACH           |
| Aztecas UDLA        | 37-7     | Centinelas CGP         |
| Pumas C.U. UNAM     | 20-7     | Auténticos Tigres UANL |
| Borregos ITESM CEM  | 39-0     | Frailes U. Tepeyac     |
| Borregos ITESM CCM  | 23-21    | Linces UVM             |
| Águilas Blancas IPN | 35-34 TE | Borregos ITESM Toluca  |

Fecha 5
| Local                 | Res.  | Visitante              |
| --------------------- | ----- | ---------------------- |
| Águilas UACH          | 3-10  | Linces UVM             |
| Borregos ITESM MTY    | 41-14 | Auténticos Tigres UANL |
| Centinelas CGP        | 19-22 | Frailes U. Tepeyac     |
| Borregos ITESM Toluca | 28-21 | Aztecas UDLA           |
| Borregos ITESM CEM    | 17-10 | Pumas C.U. UNAM        |
| Águilas Blancas IPN   | 10-13 | Borregos ITESM CCM     |

Fecha 6
| Local                  | Res.     | Visitante           |
| ---------------------- | -------- | ------------------- |
| Auténticos Tigres UANL | 20-13    | Borregos ITESM CCM  |
| Centinelas CGP         | 31-24 TE | Águilas UACH        |
| Borregos ITESM Toluca  | 28-38    | Borregos ITESM MTY  |
| Borregos ITESM CEM     | 48-6     | Águilas Blancas IPN |
| Pumas C.U. UNAM        | 20-13 TE | Aztecas UDLA        |
| Frailes U. Tepeyac     | 7-16     | Linces UVM          |

Fecha 7
| Local                 | Res.  | Visitante              |
| --------------------- | ----- | ---------------------- |
| Borregos ITESM MTY    | 28-26 | Borregos ITESM CEM     |
| Linces UVM            | 14-21 | Auténticos Tigres UANL |
| Borregos ITESM Toluca | 62-7  | Águilas UACH           |
| Borregos ITESM CCM    | 19-16 | Aztecas UDLA           |
| Frailes U. Tepeyac    | 25-17 | Águilas Blancas IPN    |
| Pumas C.U. UNAM       | 49-12 | Centinelas CGP         |

Fecha 8
| Local                  | Res.  | Visitante             |
| ---------------------- | ----- | --------------------- |
| Águilas UACH           | 31-30 | Borregos ITESM CCM    |
| Auténticos Tigres UANL | 14-18 | Borregos ITESM Toluca |
| Aztecas UDLA           | 24-7  | Frailes U. Tepeyac    |
| Borregos ITESM CEM     | 35-0  | Linces UVM            |
| Centinelas CGP         | 2-45  | Borregos ITESM MTY    |
| Águilas Blancas IPN    | 7-29  | Pumas C.U. UNAM       |

Fecha 9
| Local                 | Res.  | Visitante              |
| --------------------- | ----- | ---------------------- |
| Águilas UACH          | 15-21 | Águilas Blancas IPN    |
| Centinelas CGP        | 21-42 | Auténticos Tigres UANL |
| Aztecas UDLA          | 6-17  | Borregos ITESM MTY     |
| Borregos ITESM Toluca | 51-10 | Frailes U. Tepeyac     |
| Borregos ITESM CCM    | 19-52 | Borregos ITESM CEM     |
| Linces UVM            | 19-21 | Pumas C.U. UNAM        |

### Postemporada

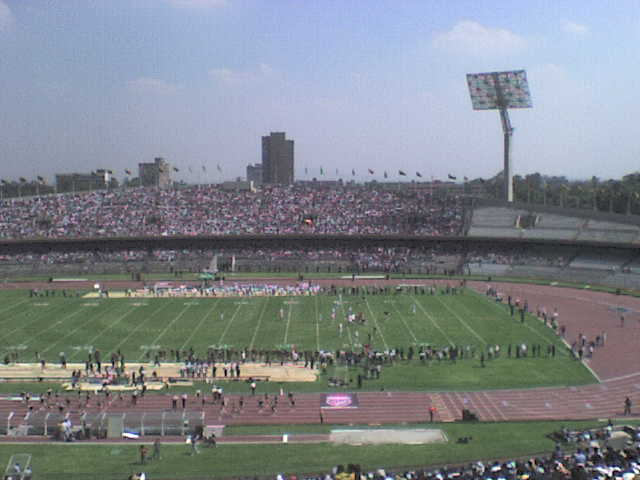
Imagen del partido de comodines en Ciudad Universitaria, entre los Pumas CU y las Águilas Blancas.

| Comodines              | Comodines |  |  | Semifinales            | Semifinales |  |                    | Final | Final |
|                        |           |  |  |                        |             |  |                    |       |       |
|                        |           |  |  | Águilas Blancas IPN    | 13          |  |                    |       |       |
| Águilas Blancas IPN    | 28        |  |  | Borregos ITESM CEM     | 63          |  |                    |       |       |
| Pumas C.U. UNAM        | 21        |  |  |                        |             |  | Borregos ITESM CEM | 14    |       |
|                        |           |  |  |                        |             |  | Borregos ITESM MTY | 36    |       |
|                        |           |  |  | Auténticos Tigres UANL | 10          |  |                    |       |       |
| Auténticos Tigres UANL | 10        |  |  | Borregos ITESM MTY     | 31          |  |                    |       |       |
| Linces UVM             | 9         |  |  |                        |             |  |                    |       |       |

## Premios NFL Gatorade 2007
LINIERO DEFENSIVO: Félix Fernando Buendía Mata (5), de Pumas CU, con 38 tackleadas y 10 sacks en temporada regular, y segundo lugar de todos los tiempos en capturas. Buendia Mata, capitán de su equipo y quien cumplió su elegibilidad este 2007, ganó tres años consecutivos esta designación.
BACK DEFENSIVO DEL AÑO: Arturo Hernández Prieto (19), del Tec Toluca, con 4 intercepciones en temporada regular, resultó elegido por tercer año consecutivo.
LINEBACKER: Sergio Simón Hernández Palacios (99), de los Aztecas de la UDLA, segundo lugar en tackleadas, con 66 y 4 capturas de quarterback.
PATEADOR DEL AÑO: Erick Gómez Vargas (7), del Tec Estado de México, 29 puntos extras y 7 goles de campo.
RECEPTOR DEL AÑO.- Luis Manuel Matus de la Barrera (1), de Centinelas, con 37 recepciones para 889 yardas, 18 primeros y dieces, 4 touchdowns y 24.30 yardas de promedio por recepción.
QUARTERBACK DEL AÑO: Raúl Ríos Martínez (8), de las águilas Blancas IPN, 51 completos de 86 intentos para mil 7 yardas y 9 touchdowns, 5 intercepciones y 180.57 de eficiencia.
LINIERO OFENSIVO DEL AÑO: Javier González Carbajal (77) del Tec Estado de México.
NOVATO DEL AÑO: Christian Pope González (23), corredor de los Tigres de la UANL, 68 acarreos para 266 yardas 4 primeros y dieces, 3 touchdowns y 626 yardas mezcladas.
COACH DEL AÑO: Francisco Frank González Ortiz, del Tec de Monterrey, quien se convirtió en el segundo head coach en más 100 años de historia de nuestro fútbol americano en ganar 4 títulos consecutivos (2004-2007), igualando a Diego García Miravete, quien lo hizo con los Cóndores de la UNAM.
ÁRBITRO DEL AÑO: Julio César Flores (OFAAC), por segundo año consecutivo.

### Trofeo Mario Villamar 2007
- Jonathan Alejandro Barrera Sánchez (23) de Pumas CU.

MVP Defensivo  Sergio Simón Hernández Palacios (99) Aztecas UDLAP
- Datos: Q4609054